# Anastrepha amnis
Anastrepha amnis är en tvåvingeart som beskrevs av Stone 1942. Anastrepha amnis ingår i släktet Anastrepha och familjen borrflugor. Inga underarter finns listade i Catalogue of Life.